# Cropera stilpnaroma
Cropera stilpnaroma är en fjärilsart som beskrevs av Erich Martin Hering 1926. Cropera stilpnaroma ingår i släktet Cropera och familjen tofsspinnare. Inga underarter finns listade i Catalogue of Life.